# Moonlit Floor
"Moonlit Floor" es una canción de la rapera y cantante tailandesa Lisa. Fue lanzado a través de Lloud y RCA Records el 4 de octubre de 2024, como el tercer sencillo de su próximo álbum en solitario. Es una canción de dance-pop y nu-disco cuyo coro usa el sample de Sixpence None the Richer "Kiss Me". Lisa publicó la canción después de cantarla en el Global Citizen Festival.

## Antecedentes
Después de no renovar su contrato con su sello YG Entertainment para actividades individuales, Lisa fundó su propia compañía de gestión de artistas llamada "Lloud", en febrero de 2024. Posteriormente firmó con RCA Records en abril para lanzar música en solitario en asociación con Lloud. Lanzó "Rockstar" y "New Woman" con Rosalía como los dos primeros sencillos de su próximo álbum en solitario a través de Lloud y RCA Records en junio y agosto, respectivamente; "Moonlit Floor" sirve como el tercer sencillo del álbum después de "New Woman". 

## Composición
"Moonlit Floor" es una canción de dance-pop y nu-disco, que trata sobre estar enamorado. Lisa canta sobre cómo un "chico francés de ojos verdes la vuelve loca" y elogia su piel suave, los besos que da, así como los "trucos" que hace con su lengua. El coro de la canción interpola el sencillo de 1998 de la banda estadounidense Sixpence None the Richer "Kiss Me" con las letras originales de "Kiss me under the milky twilight/ Lead me out on the moonlit floor" ajustadas a "Kiss me, under the Paris twilight / Kiss me out on a moonlit floor", que coincide con la historia sobre un amante francés.

## Promoción y actuaciones en vivo
Lisa comenzó a publicar "Moonlit Floor" con videos de TikTok publicados el 15 y 20 de septiembre con fragmentos de la pista. El 25 de septiembre, publicó un video de ella misma acercándose a un micrófono y cantando las palabras "so kiss me", haciendo un toque a la cámara. Los fanáticos especularon que Sabrina Carpenter aparecería en la pista debido a la un crop top rosa frilly y la falda que llevaba Lisa en el video, la cual coincidía con la estética de Carpenter de su gira Short n' Sweet Tour. La leyenda del video, que decía "🌙🎤💋 ", también se consideró una posible referencia al tema del beso de lápiz labial de su álbum Short n' Sweet. Los fans notaron la interpolación de la pista de Sixpence None the Richer "Kiss Me", que Carpenter luego cubrió durante un concierto en Detroit el 26 de septiembre, lo que provocó rumores de una posible colaboración. El 28 de septiembre, Lisa actuó como titular del Festival Global Citizen. Durante el set, sorprendió a la audiencia al interpretar el próximo sencillo por primera vez, que en última instancia no incluyó a Carpenter. Después de la actuación en vivo, anunció oficialmente el lanzamiento de la canción en sus cuentas de redes sociales para el 3 de octubre de 2024 a las 8 p. m. (TIC) o el 4 de octubre de 2024, a las 7 a. m. (ICT).

## Personal
Adaptado de los créditos de Tidal 
- Lisa - vocales
- Rykez - producción, bajo, batería, guitarra, teclados, sintetizador
- Sarah Troy - voz de fondo
- Genea serba - mezclado
- Randy Merrill - masterización
- Bryce Bordone - ayuda de ingeniería
- Jelli Dorman - ingeniería vocal
- Kuk Harrell - producción vocal

## Historial de lanzamientos
| Región | Fecha de la fecha     | Formatos                     | Agencia     | Ref.  |
| ------ | --------------------- | ---------------------------- | ----------- | ----- |
| Varios | 4 de octubre del 2024 | Descarga digital - streaming | Lloud - RCA |       |
| Italia | 11 de octubre de 2024 | Transmisiones de radio       | Sony Italia | [ 8 ] |